# ワライハヤブサ
ワライハヤブサ（笑隼、学名:Herpetotheres cachinnans）は、ハヤブサ目ハヤブサ科に分類される鳥。
笑い声に聞こえる甲高い警戒音を出すことが、和名及び英名の由来。

## 分布
- 新熱帯区

## 形態
全長43-52cm。頭部から下面にかけては白色をしており、目の周囲から後頭部、背中にかけては黒褐色をしている。嘴は黒く、基部と脚は黄色。

## 生態
林縁、伐採地、サバンナ、ヤシ農園、農耕地等に生息する。
食性は動物食で、爬虫類、小型哺乳類、昆虫類等を捕食し、中でもヘビを専食する。見晴らしの良い枝にとまって待ち伏せし、獲物を見つけると急降下して捕らえる。
樹木や岩の隙間、他の猛禽類の古巣に営巣する。